# Frederick Douglass Circle
O Frederick Douglass Circle é uma rotatória localizada a noroeste do Central Park, em Manhattan, Nova York, inaugurada em 2010 em homenagem ao ativista estadunidense do século XIX, Frederick Douglass. A praça fica situada entre a 110th Street e a Oitava Avenida.

## Monumento
A rotatória compõe-se de uma praça projetada pelo artistas do Harlem Algernon Miller — tendo ao centro uma escultura em bronze do artista húngaro Gabriel Koren representando Douglass em pé; o monumento é cercado por água, elementos de pedra e ferro forjado, contém dados históricos e citações do homenageado.